# Синівці

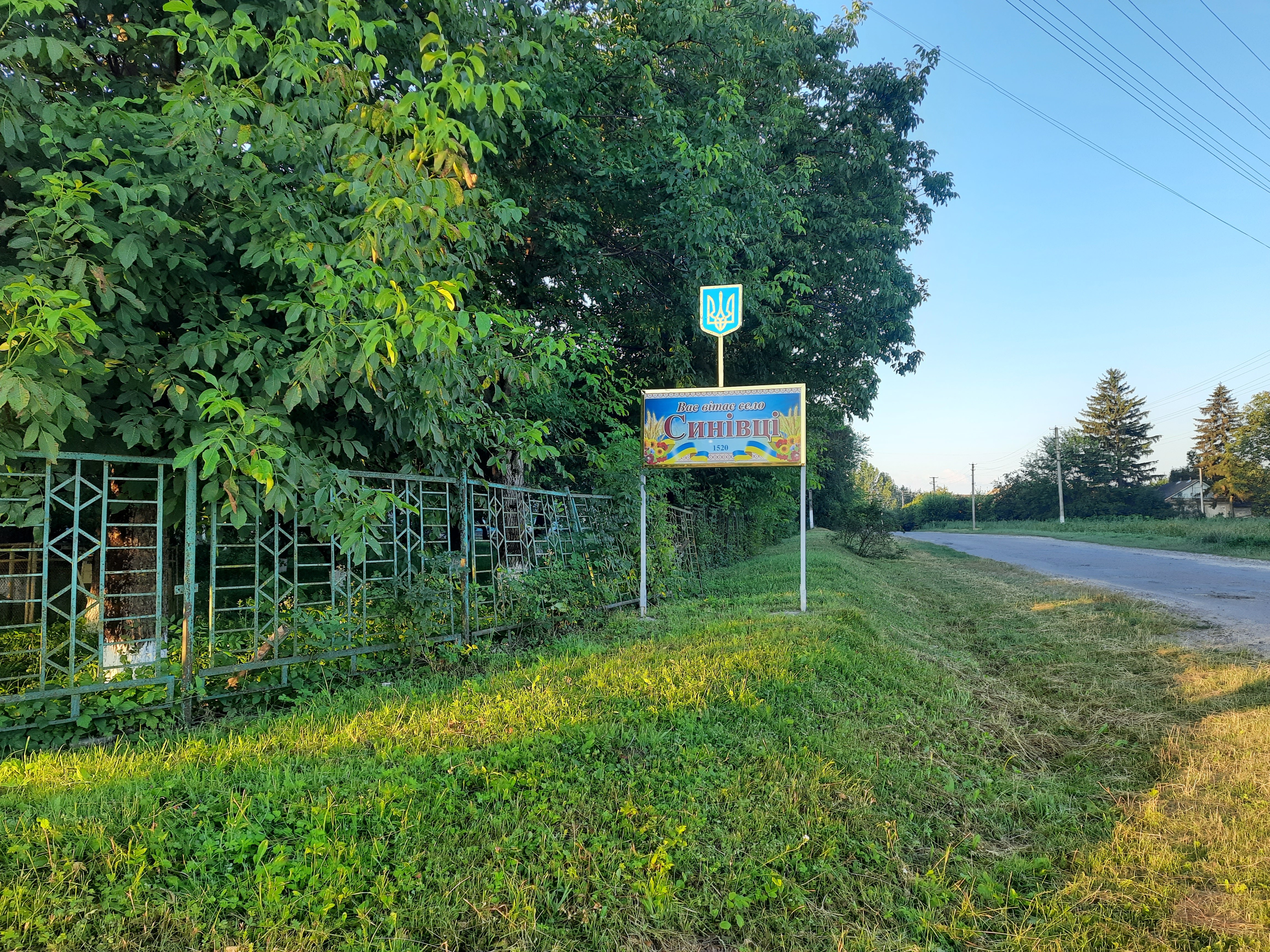
Знак при в'їзді в село

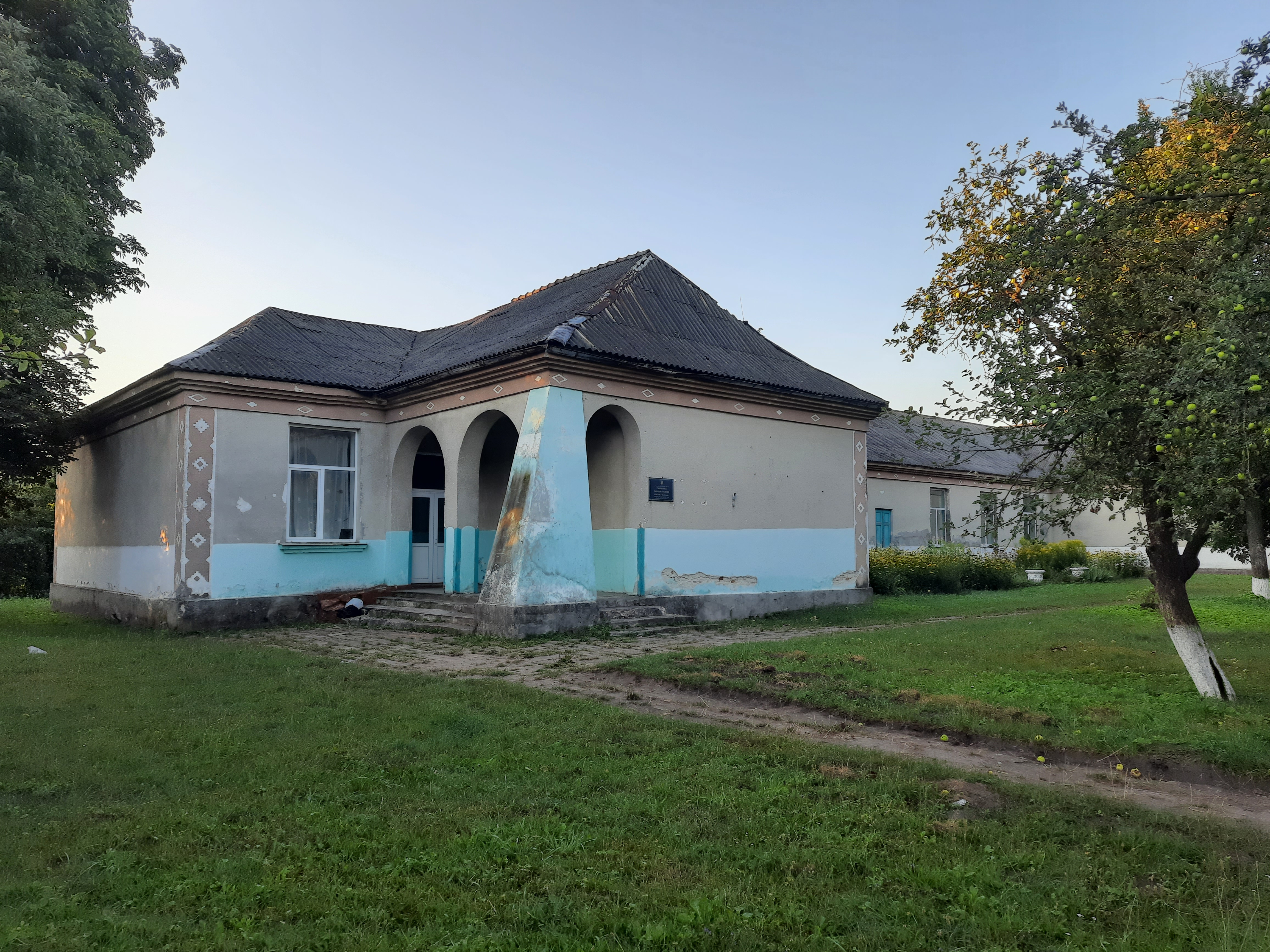
Школа

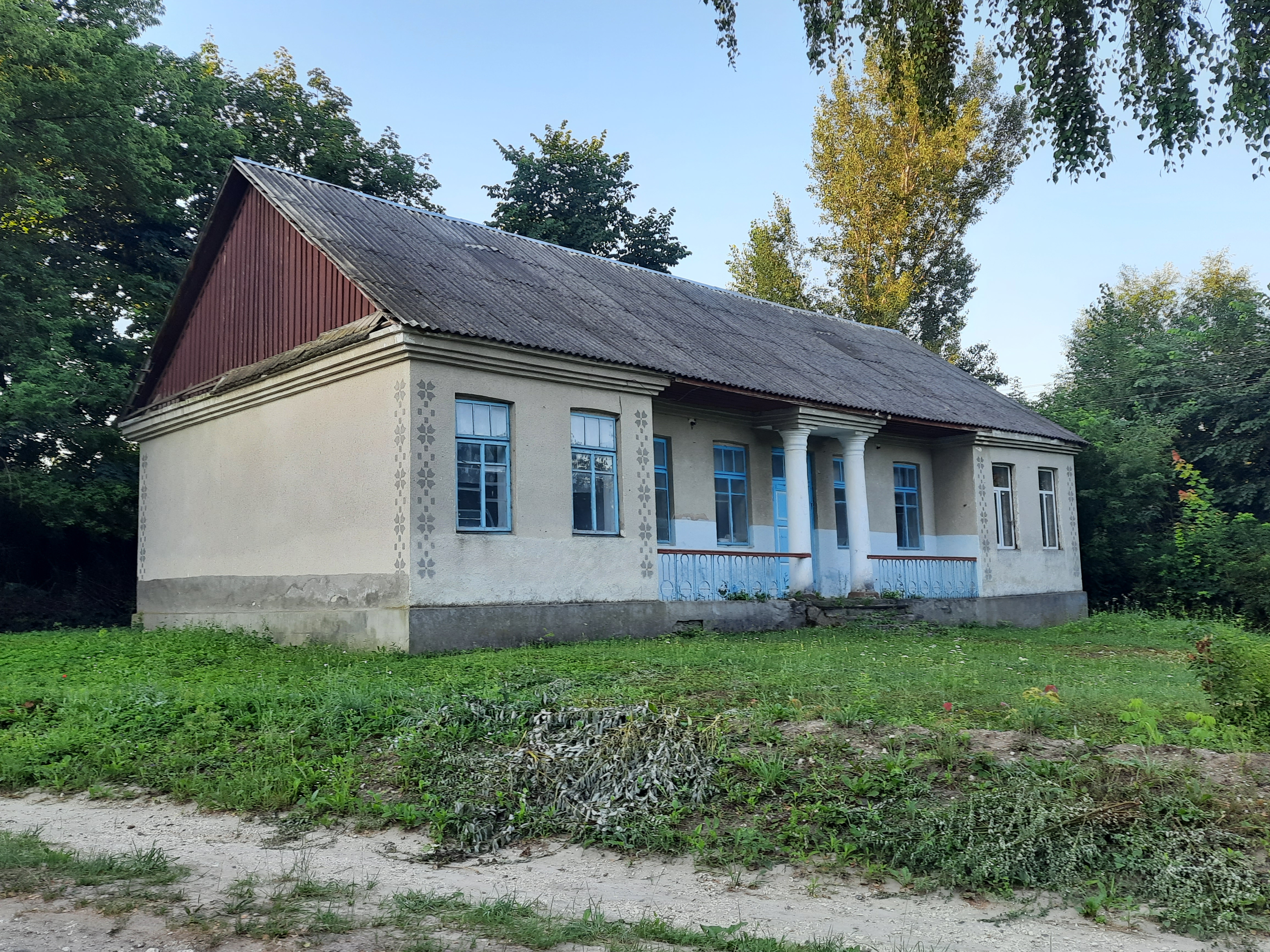
Клуб

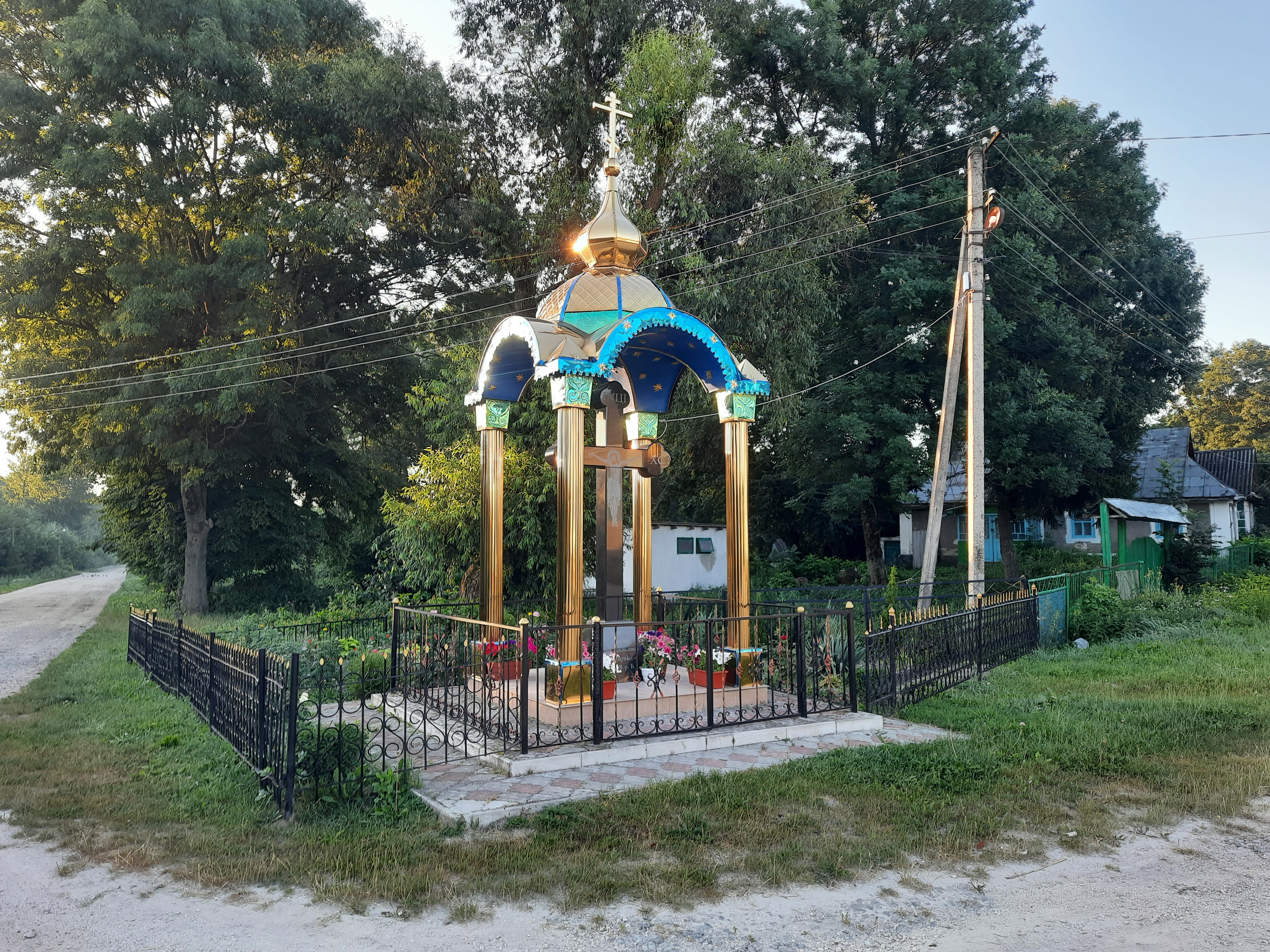
Капличка

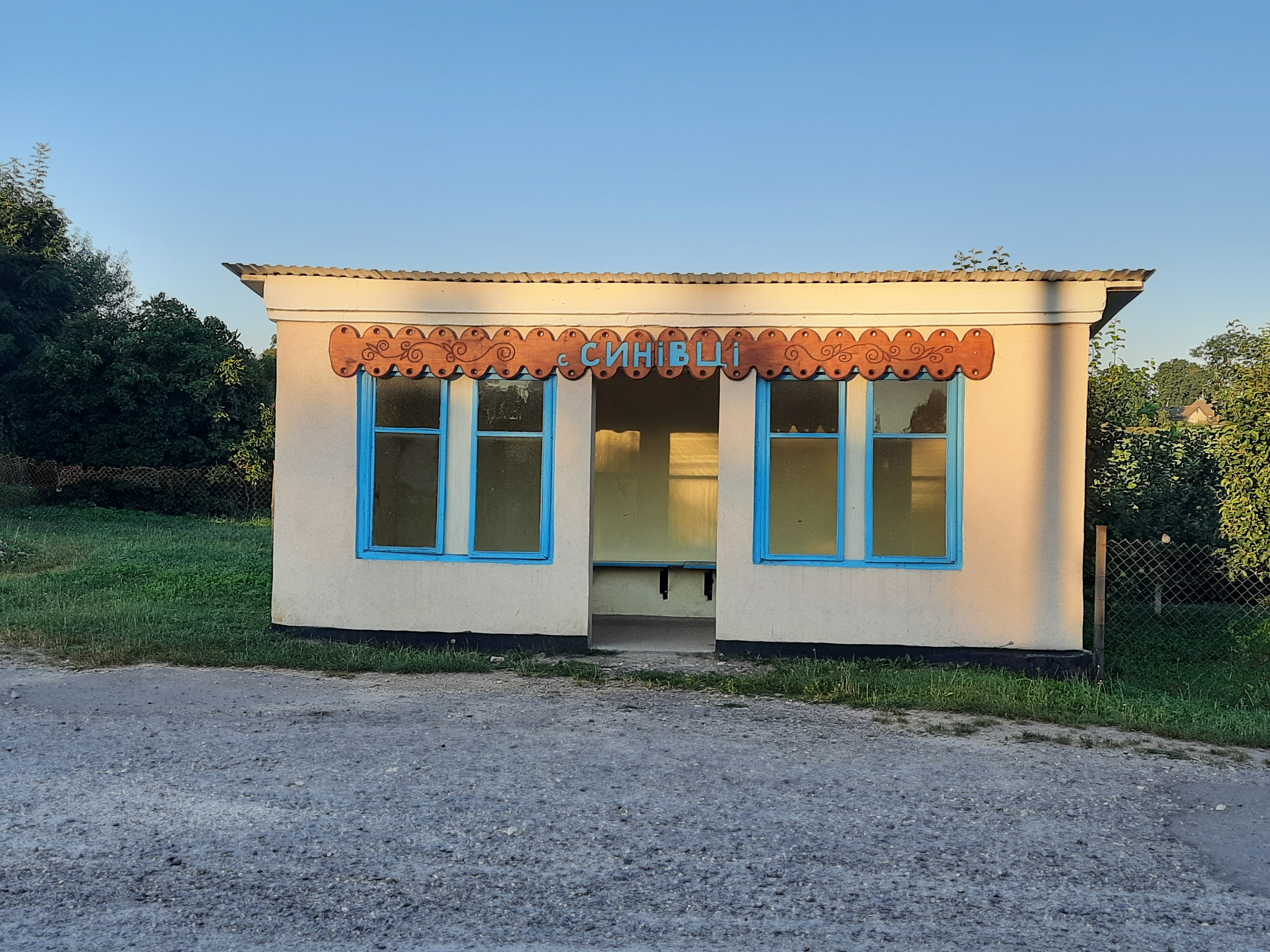
Автобусна зупинка

Синівці́ — село в Україні, у Борсуківській сільській громаді Кременецького району Тернопільської області. 
Підпорядковувалося Борсуківській сільраді. Від вересня 2016 року ввійшло у склад Борсуківської сільської громади.
Колишні назви — Синівка, Синевич, Сенявці. Розташоване на півдні району поблизу потоку Зелена Криниця, лівого допливу р. Жирак, за 12 км від міста Ланівці і 6 км від найближчої залізничної станції Куськівці.

## Географія
У селі бере початок річка Синявка.

## Хутори
До села приєднано хутори Береги, Додатки, Заболотці, За Двором, Лиса Гора, Могила, На Озерах, Пеньки, Рудка.
- Береги — розташований за 2,5 км від нього. У лютому 1952 р. на хуторі — 13 дворів (62 особи); тоді ж виведений із облікових даних у зв'язку з переселенням жителів у Синівці.
- Додатки — розташований за 0,5 км від нього. У лютому 1952 р. на хуторі — 4 двори (12 осіб); тоді ж виведений із облікових даних у зв'язку з переселенням жителів у Синівці.
- Заболотці — розташований за 2,5 км від нього. У лютому 1952 р. на хуторі — 3 двори (5 осіб); тоді ж виведений із облікових даних у зв'язку з переселенням жителів у Синівці.
- За Двором — розташований за 0,5 км від нього. У лютому 1952 р. на хуторі — 2 двори (5 осіб); тоді ж виведений із облікових даних у зв'язку з переселенням жителів у Синівці.
- Лиса Гора — розташований за 1 км від нього. У лютому 1952 р. на хуторі — 10 дворів (36 осіб); тоді ж виведений із облікових даних у зв'язку з переселенням жителів у Синівці.
- Могила — розташований за 2 км від нього. У лютому 1952 р. на хуторі — 6 дворів (18 осіб); тоді ж виведений із облікових даних у зв'язку з переселенням жителів у Синівці.
- На Озерах — розташований за 2,5 км від нього. У лютому 1952 р. на хуторі — 4 двори (18 осіб); тоді ж виведений із облікових даних у зв'язку з переселенням жителів у Синівці.
- Пеньки — розташований за 1,5 км від нього. У лютому 1952 р. на хуторі — 6 дворів (17 осіб); тоді ж виведений із облікових даних у зв'язку з переселенням жителів у Синівці.
- Рудка — розташований за 0,5 км від нього. У лютому 1952 р. на хуторі — 3 двори (7 осіб); тоді ж виведений із облікових даних у зв'язку з переселенням жителів у Синівці.

## Праісторія
Поблизу села виявлено археологічні пам'ятки черняхівської і давньоруської культур.

## Історія
Відоме від 1566 р., хоча, за переказами, поселення існувало ще в часи турецько-татарських набігів у 15 ст. — на північ від нинішнього села в урочищі Пеньки. Під час одного з таких нападів поселення спалили, а його мешканці переселилися в інше місце — під гору, в долину розмитого яру, де воно розбудувалося й розширилося. Назва походить, імовірно, від слова «синь» — синя вода, синє небо. Донині жителі села білять хати білим вапном із синюватим відтінком. За іншими переказами, поблизу поселення, поміж пшеницею й житом, щовесни цвіли сині волошки й дзвіночки; а хліб, випечений із зібраного там урожаю, мав синій відтінок.
Синівці належали графам Мнішекам, від 1583 р. — Олександрі Вишневецькій.
У 1861 р. землями села володів граф Ржевуцький, тут було 80 дворів, 538 мешканців. Наприкінці 19 ст. у Синівцях було 140 дворів, проживало 809 осіб; тут діяла російськомовна початкова школа, де працював один вчитель і навчалися 30 учнів (переважно хлопчики).
У роки 1-ї світової війни чимало синівчан мобілізували до царської армії. За свідченнями старожилів, мешканці села К. Віннічук та М. Голячук стали Георгіївськими кавалерами: нагороджені чотирма хрестами (в тому числі золотими).
Учасниками національно-визвольних змагань 1917—1921 рр. були мешканці Синівців: полковник Армії УНР В. Чабай (за фахом учитель), а також П. Когут, А. Марценюк, П. Черняк і В. Ковбасюк із Великих Кусківців, які служили в полку під командуванням Чабая. Полк пройшов через міста Ізяслав і Славуту та був розбитий силами Антанти біля м. Торчин на Волині.
У листопаді 1918 р. на території нинішнього Лановецького району діяв Лановецько-Ямпільський партизанський загін під командуванням уродженця села В. Чабая.
Від 1921 р. село — під владою Польщі. Тоді карателі ув'язнили полковника В. Чабая в тернопільській, згодом — у львівській тюрмах. Він помер від туберкульозу в 1921 р. у родинному селі. Заарештували й синівчан М. Басюка, К. Волянюка, П. Когута, А. Пенцалюка, Й. Чабая, Р. Янчука.
У 1930-х рр. діяв осередок товариства «Просвіта», в якому найактивнішими були сестри з родини Панцелюків — Параскева (Буняк), Ольга (Вернигора) і Калина (Світач). У садибі П. Процюка розмістили хату-читальню, тут передплачували українські часописи, проводили патріотичні дійства, ставили аматорські театральні вистави. Діяльними просвітянами були мешканці села Я. Марценюк і Р. Янчук.
У 1931 р. в Синівцях проживало 813 осіб, були 163 малі й одне середнє сільські господарства; 4 крамниці; у садибі П. Волохатого функціонувала початкова школа з польською мовою навчання (2 вчителі). У 1934—1935 рр. споруджено половину навчального приміщення на 100 учнівських місць. Стара школа була зовсім занедбана та в аварійному стані в 1972—1975 роках. Школа була перебудована та повністю завершене будівництво прибудови у 1975 рр. під керівництвом директора школи Голуб Людмили Петрівни за активною допомогою та керівництвом будівництвом Голуба Володимира Івановича та Чабая Григорія Феофановича — вчителів школи.
Від вересня 1939 р. — радянська влада; тоді відкрито школу з українською мовою навчання, де працювали 7 учителів.
Від 2 липня 1941 р. до 5 березня 1944 р. село — під німецькою окупацією. На примусові роботи до Німеччини вивезли 26 мешканців Синівців, 8 із них згодом повернулися в родинне село.
Під час трагічних подій 1943 р. в селі загинули 38 осіб польської національності. Цього ж року через Синівці пройшов партизанський загін під проводом С. Ковпака.
У 1944 р. до Червоної армії мобілізували 41-го синівчанина, з них 17 загинули, четверо повернулись інвалідами.
Членами ОУН були 25 мешканців села, 17 воювали в УПА, за зв'язки з ОУН і УПА 37 осіб (22 родини) вивезли на спецпоселення.
У жовтні 1949 р. організовано колгосп «Шляхом Леніна» (перший голова правління — Я. Волохатий), який у 1951 р. приєднали до колективного господарства в с. Борсуки. Спочатку об'єднане господарство назвали ім. Й. Сталіна, згодом — ім. ХХІІ з'їзду КПРС. Нині колишній колгосп реорганізовано у ПСП «Агрофірма „Горинь“» (керівник О. Гасюк).
Збереглися давні назви частин села: Заболотці, Загребля, Когутівка; урочищ — Висока межа, Додатки, Лиса гора.
12 червня 2020 року, відповідно до розпорядження Кабінету Міністрів України № 724-р «Про визначення адміністративних центрів та затвердження територій територіальних громад Тернопільської області» увійшло до складу Лановецької міської громади.
19 липня 2020 року, в результаті адміністративно-територіальної реформи та ліквідації Лановецького району, село увійшло до складу Кременецького району.

## Релігія

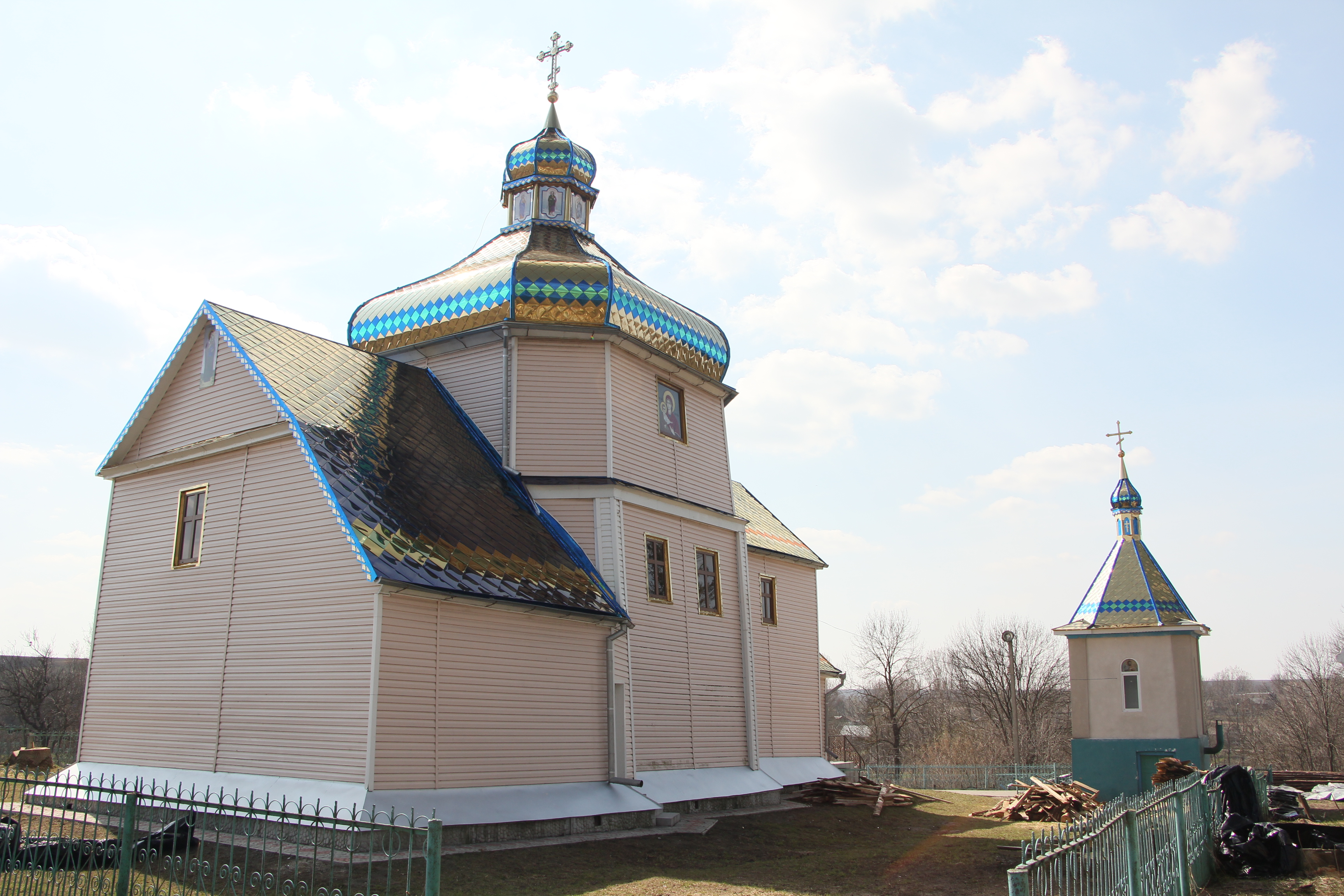
Дерев'яна церква

Є церква Успіння Пресвятої Богородиці (1869 р., дерев'яна). Храм перевезли зі с. Старий Олексинець (Кременецький район) поставили на місці старої церкви, спорудженої у 1583 р.
Є «фіґура» Ісуса Христа.

## Пам'ятники

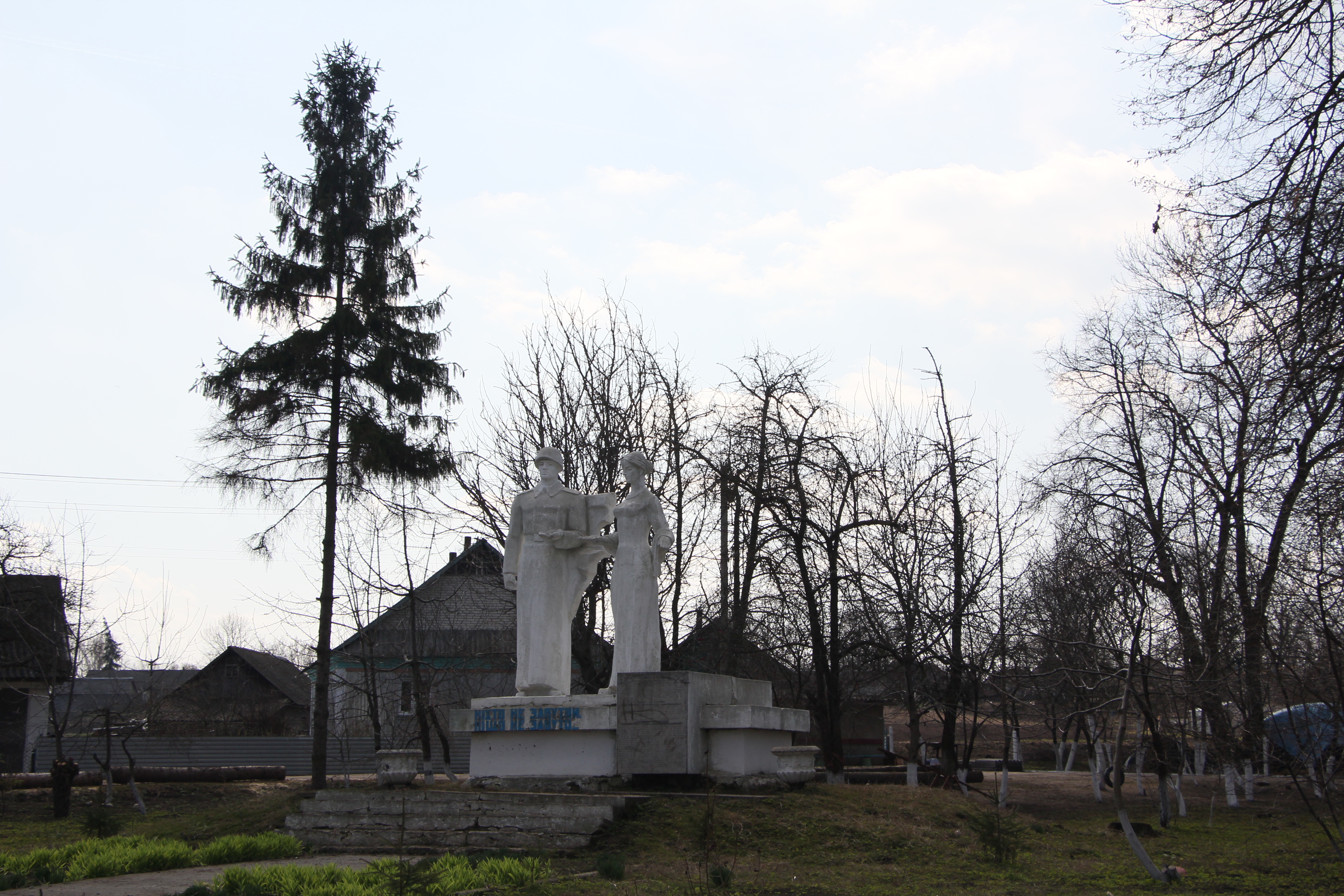
Пам'ятник односельчанам

- воїнам-односельцям, полеглим у німецько-радянській війні (скульптор Г. Басюк).

## Населення
Дворів — 114 (2011).
| Чисельність населення, чол. | Чисельність населення, чол. | Чисельність населення, чол. | Чисельність населення, чол. | Чисельність населення, чол. | Чисельність населення, чол. | Чисельність населення, чол. | Чисельність населення, чол. | Чисельність населення, чол. | Чисельність населення, чол. | Чисельність населення, чол. | Чисельність населення, чол. | Чисельність населення, чол. | Чисельність населення, чол. | Чисельність населення, чол. | Чисельність населення, чол. |
| 1900                        | 1910                        | 1921                        | 1931                        | 1938                        | 1959                        | 1970                        | 1979                        | 1989                        | 2001                        | 2007                        | 2011                        | 2014                        | 2015                        | 2016                        |                             |
| --------------------------- | --------------------------- | --------------------------- | --------------------------- | --------------------------- | --------------------------- | --------------------------- | --------------------------- | --------------------------- | --------------------------- | --------------------------- | --------------------------- | --------------------------- | --------------------------- | --------------------------- | --------------------------- |
|                             |                             |                             |                             |                             |                             |                             |                             |                             |                             | 346                         | 331                         |                             |                             |                             |                             |

### Відомі люди

#### Народилися
- скульптор Георгій Басюк (1938 р. н.);
- вчений у галузі радіоелектроніки, доктор технічних наук, член-кореспондент Міжнародної академії інформатизації, автор 160 наукових робіт і патентів на винаходи Михайло Басюк (1959—2010);

### Проживали
- поліграфічний дизайнер, журналіст, дизайнер-верстальник популярних обласних і всеукраїнських газет та журналів, книг відомих авторів, член Національної спілки журналістів України Тарас Савчук (1979 р. н.).

## Соціальна сфера
Діють ЗОШ 1–2 ступенів, дошкільний заклад, клуб, бібліотека, фельдшерсько-акушерський пункт, торговий заклад.